# 富山県道303号柿谷池田線
富山県道303号柿谷池田線（とやまけんどう303ごう かきなやいけだせん）とは、富山県氷見市内を通る一般県道（富山県道）である。

## 概要

### 路線データ
- 起点：富山県氷見市柿谷字北5052[1]
- 終点：富山県氷見市池田354[1]（＝北大町交差点・富山県道373号薮田下田子線交点）

## 歴史
- 1960年（昭和35年）4月23日：路線認定[1][2]。

## 地理

### 通過する自治体
- 富山県
  - 氷見市

### 接続道路
- 富山県道70号万尾脇方線（氷見市柿谷）
- 国道160号（氷見バイパス）（氷見市加納・加納交差点）
- 富山県道373号薮田下田子線（氷見市北大町・北大町交差点：終点）

### 周辺
- 能越自動車道
- 氷見市学校給食センター
- 氷見市消防本部 氷見市消防署消防庁舎
- ホームセンタームサシ 氷見店
- プラファショッピングセンター
  - バロー 氷見店
- 氷見市立比美乃江小学校
- 農研会館
- ひみ番屋街